# Spittin’ Vicars
Spittin’ Vicars ist eine englische Punkrockband, die 2003 gegründet wurde.

## Band
Das in Deutschland wohl bekannteste Mitglied ist Vom Ritchie, zugleich Schlagzeuger der in Düsseldorf ansässigen Toten Hosen. Sänger ist John Codger (Ex-The-Stains) aus London, Gitarrist ist Vince Incredible, Ex-HDQ. Musikalisch pflegt die Band die Tradition ihres Genres aus den späten 1970er Jahren, mit röhrenden Gitarren, pumpenden Bässen, simplen Drumbeats und rauem, in den mehrstimmigen Passagen auch mal etwas schiefem Gesang.

## Diskografie

### Single
- 2004 Oddball

### Album
- 2004 The Gospel According to